# Должанка (приток Серета)
Должанка (укр. Довжанка) — река в Тернопольском районе Тернопольской области, Украина. Правый приток Серета (бассейн Днестра).
Берёт начало из источника у села Озёрная. Впадает в Серет около села Остров и посёлка городского типа Великая Березовица.
Длина реки 25 километров, площадь водосборного бассейна — 70 км². Долина реки трапециевидная, склоны пологие, распаханные. Пойма двусторонняя, ширина составляет 100—200 метров. Русло слабоизвилистое, шириной 4-5 метров. Уклон реки 2,4 метра на километр. Питание смешанное. Притоки преимущественно левые, с севера, невелики. Река замерзает в начале декабря и вскрывается в середине марта. Воду используют для хозяйственных нужд, а также для ловли рыбы. На реке построено несколько прудов.
На реке находятся населённые пункты Должанка, Подгородное, Петриков, Остров, Великая Березовица.